# V602 Carinae
V602 Carinae eller HD 97671, är en ensam stjärna i norra delen av stjärnbilden Kölen och är en av de största kända stjärnorna. Den har en genomsnittlig skenbar magnitud av ca 8,39 och kräver åtminstone en stark handkikare eller ett mindre teleskop för att kunna observeras. Baserat på parallax enligt Gaia Data Release 2 på ca 0,44 mas, beräknas den befinna sig på ett avstånd på ca 3 800 ljusår (ca 1 190 parsek) från solen.

## Egenskaper
V602 Carinae är en röd till orange superjättestjärna av spektralklass M3 Ia-Iab. Den har en massa som är ca 18 solmassor, en radie som är ca 932 solradier och har ca 125 000-131 000 gånger solens utstrålning av energi från dess fotosfär vid en effektiv temperatur av ca 3 600 K.
V602 Carinae har en uppskattad massförlust på 1,9 × 10−6 solmassa per år. Ett emissionsöverskott av långa våglängder från stjärnan, såväl som en liten mängd silikatemission, tyder på att den kan vara innesluten av ett omfattande stoftmoln.

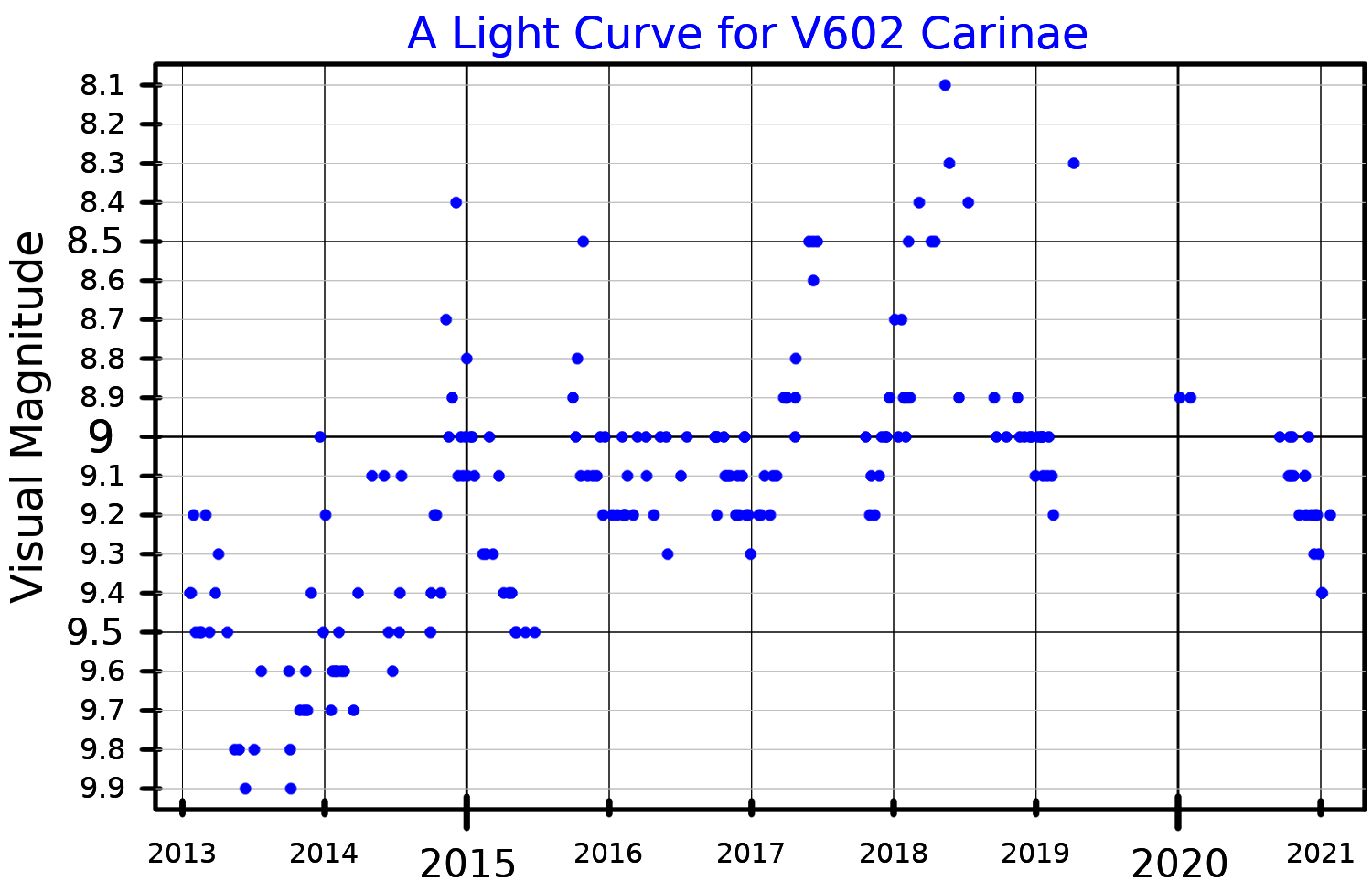
Ljuskurva i visuella bandet för V602 Carinae, plottad från AAVSO-data.

## Variation
V602 Carinae är en halvregelbunden variabel stjärna med ett maximalt ljusstyrkeområde av magnituden 7,6 - 9,1 och en period på 635 eller 672 dygn. Trots den stora variationsamplituden utsågs den till en variabel stjärna först 2006.